# Водне поло на літніх Олімпійських іграх 2004
Змагання з водного поло на літніх Олімпійських іграх 2004 в Афінах тривали з 15 до 29 серпня в Афінському олімпійському центрі водних видів спорту в місті Марусі. Розіграно 2 комплекти нагород — у змаганнях жіночих та чоловічих збірних. У турнірі взяли участь по 12 чоловічих та 8 жіночих збірних. Жінки змагалися вдруге.

## Кваліфікація
| Країна                    | Чоловіки | Жінки | Спортсменів |
| ------------------------- | -------- | ----- | ----------- |
| Австралія (AUS)           | Так      | Так   | 26          |
| Канада (CAN)              |          | Так   | 13          |
| Хорватія (CRO)            | Так      |       | 13          |
| Єгипет (EGY)              | Так      |       | 13          |
| Греція (GRE)              | Так      | Так   | 26          |
| Угорщина (HUN)            | Так      | Так   | 26          |
| Італія (ITA)              | Так      | Так   | 26          |
| Казахстан (KAZ)           | Так      | Так   | 26          |
| Росія (RUS)               | Так      | Так   | 26          |
| Сербія і Чорногорія (SCG) | Так      |       | 13          |
| Іспанія (ESP)             | Так      |       | 13          |
| США (USA)                 | Так      | Так   | 26          |
| Total: 16 НОК             | 12       | 8     | 260         |

### Чоловіки
| Водне поло — чоловіки                      | Дата                       | Господар       | Місць | Кваліфікувалися      |
| ------------------------------------------ | -------------------------- | -------------- | ----- | -------------------- |
| Країна-господарка                          | 5 вересня 1997             | Лозанна        | 1     | Греція               |
| Світова ліга 2003                          | 27 червня — 24 серпня 2003 | Різні          | 1     | Угорщина             |
| Чемпіонат світу з водних видів спорту 2003 | 14 — 26 липня 2003         | Барселона      | 3     | Італія               |
| Чемпіонат світу з водних видів спорту 2003 | 14 — 26 липня 2003         | Барселона      | 3     | Сербія та Чорногорія |
| Чемпіонат світу з водних видів спорту 2003 | 14 — 26 липня 2003         | Барселона      | 3     | Іспанія              |
| Панамериканські ігри 2003                  | 2 — 10 серпня 2003         | Санто-Домінго  | 1     | США                  |
| Азійський кваліфікаційний турнір           | 22 — 24 вересня 2003       | Алмати         | 1     | Казахстан            |
| Африканський кваліфікаційний турнір        | Н/Д                        | Н/Д            | 1     | Єгипет               |
| Океанійський кваліфікаційний турнір        | Н/Д                        | Н/Д            | 1     | Австралія            |
| Олімпійський кваліфікаційний турнір        | 25 січня — 1 лютого        | Ріо-де-Жанейро | 3     | Хорватія             |
| Олімпійський кваліфікаційний турнір        | 25 січня — 1 лютого        | Ріо-де-Жанейро | 3     | Німеччина            |
| Олімпійський кваліфікаційний турнір        | 25 січня — 1 лютого        | Ріо-де-Жанейро | 3     | Росія                |
| Загалом                                    |                            |                | 12    |                      |

### Жінки
| Водне поло — жінки                  | Дата                 | Господар      | Місць | Кваліфікувалися |
| ----------------------------------- | -------------------- | ------------- | ----- | --------------- |
| Країна-господарка                   | 5 вересня 1997       | Лозанна       | 1     | Греція          |
| Азійський кваліфікаційний турнір    | 22 — 24 вересня 2003 | Алмати        | 1     | Казахстан       |
| Панамериканські ігри 2003           | 2 — 10 серпня 2003   | Санто-Домінго | 1     | США             |
| Океанійський кваліфікаційний турнір | Н/Д                  | Н/Д           | 1     | Австралія       |
| Олімпійський кваліфікаційний турнір | 23-29 лютого 2004    | Імперія       | 4     | Угорщина        |
| Олімпійський кваліфікаційний турнір | 23-29 лютого 2004    | Імперія       | 4     | Італія          |
| Олімпійський кваліфікаційний турнір | 23-29 лютого 2004    | Імперія       | 4     | Росія           |
| Олімпійський кваліфікаційний турнір | 23-29 лютого 2004    | Імперія       | 4     | Канада *        |
| Загалом                             |                      |               | 8     |                 |

- Канада одержала місце африканської збірної.

## Медалісти

### Чоловіки
| Золото | Срібло | Бронза |
| Угорщина (HUN)Тібор Бенедек Петер Бірош Раймунд Фодор Іштван Гергелі Тамаш Кашаш Гергей Кішш Норберт Мадараш Тамаш Молнар Адам Штейнмец Барнабаш Штейнметц Золтан Сечі Тамаш Варга Аттіла Варі Головний тренер: Денеш Кемень | Сербія і Чорногорія (SCG)Александар Чирич Владимир Гойкович Данило Ікодинович Віктор Єленич Предраг Йокич Нікола Куляча Слободан Нікич Александар Шапич Деян Савич Денис Шефик Петар Трбоєвич Ваня Удовичич Владимир Вуясинович Головний тренер: Ненад Манойлович | Росія (RUS)Роман Балашов Реваз Чомахідзе Олександр Єришов Олександр Федоров Сергій Гарбузов Дмитро Горшков Микола Козлов Микола Максимов Андрій Рекечинський Дмитро Стратан Віталій Юрчик Марат Закіров Ірек Зіннуров Головний тренер: Олександр Кабанов |

### Жінки
| Золото | Срібло | Бронза |
| Італія (ITA)Франческа Конті Мартіна Мічелі Кармела Аллуччі Сільвія Босурджі Елена Гільї Мануела Цанкі Таня Ді Маріо Сінція Рагуза Джузі Малато Александра Арауджо Маддалена Мусумечі Меланія Грего Ноемі Тот Головний тренер: П'єрлуїджі Форміконі | Греція (GRE)Георгія Еллінакі Дімітра Асіліан Антіопі Мелідоні Ангелікі Карапатакі Киріакі Ліосі Ставрула Козомболі Айкатеріні Ойкономопулу Антігоні Румпесі Евангелія Мораїтіду Ефтихія Карагіанні Георгія Лара Антонія Мораїті Антула Милонакі Головний тренер: Киріакос Іосіфідіс | США (USA)Жаклін Франк Гезер Петрі Еріка Лоренц Бренда Вілла Еллен Естес Наталі Ґолда Марґарет Дінґелдейн Келлі Ралон Гезер Муді Робін Бореґард Амбер Стаковскі Ніколь Пейн Талія Мунро Головний тренер: Ґай Бейкер |